# Transformateur de tension
Selon la définition donnée par la Commission électrotechnique internationale, un transformateur de tension est un « transformateur de mesure dans lequel la tension secondaire est, dans les conditions normales d'emploi, pratiquement proportionnelle à la tension primaire et déphasée par rapport à celle-ci d'un angle voisin de zéro, pour un sens approprié des connexions ».
Il s'agit donc d'un appareil utilisé pour la mesure de fortes tensions électriques. Il sert à faire l'adaptation entre la tension élevée d'un réseau électrique HTA ou HTB (jusqu'à quelques centaines de kilovolts) et l'appareil de mesure (voltmètre, ou wattmètre par exemple) ou le relais de protection, qui eux sont prévus pour mesurer des tensions de l'ordre de la centaine de volts.
La caractéristique la plus importante d'un "transformateur de tension" est donc son rapport de transformation entre le primaire et le secondaire, par exemple 400 000 V~/100 V~.
On utilise aussi le terme transformateur de potentiel.

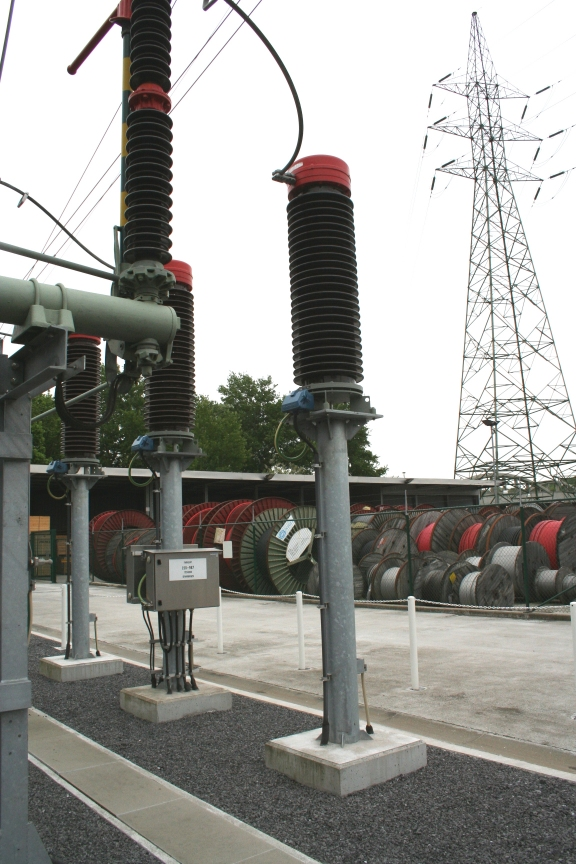
Transformateur de tension, de tension nominale 150 kV.

## Technologies

### Transformateur inductif de tension

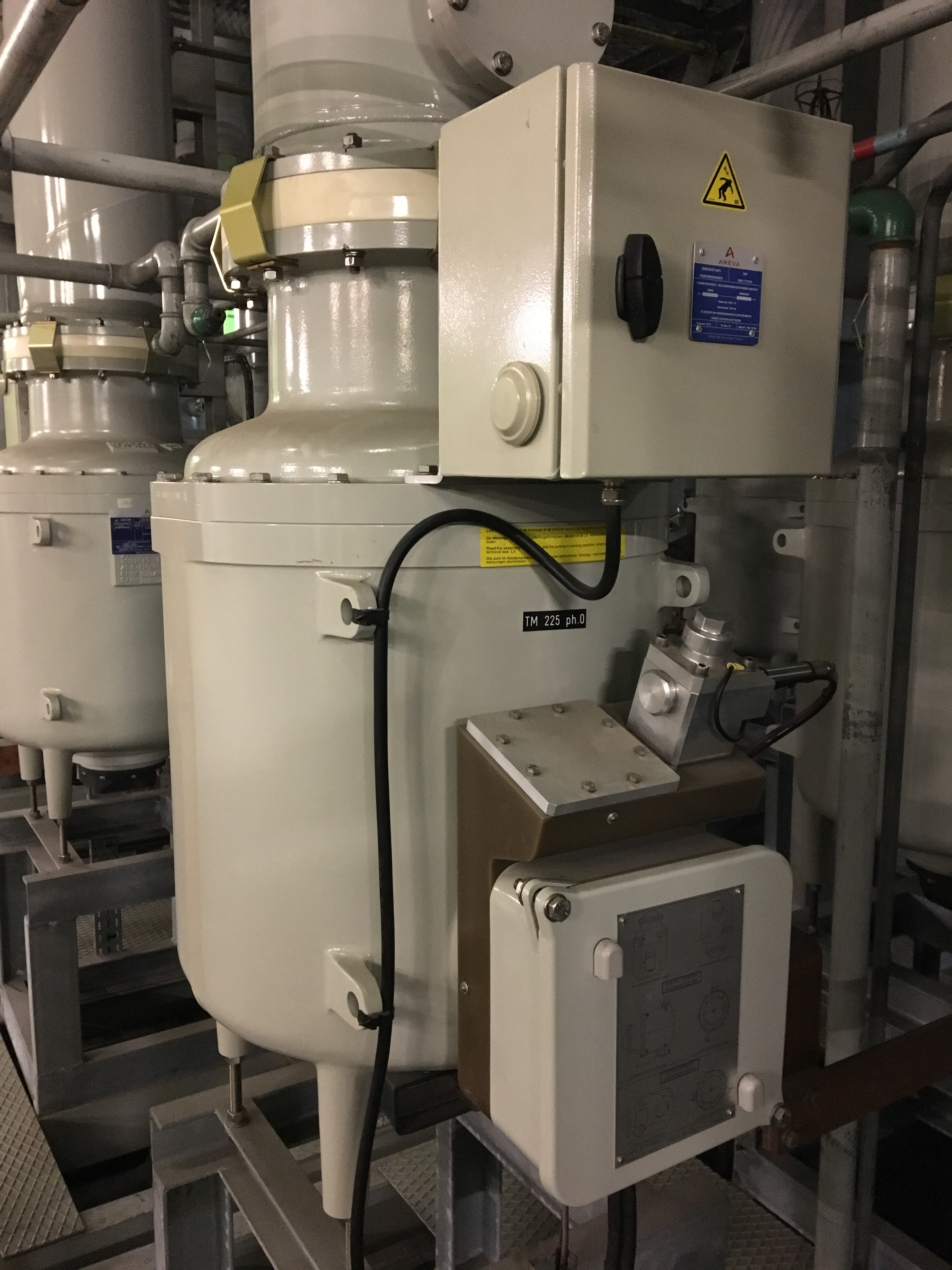
Transformateur de tension
225 kV/100V

La technologie transformateur inductif de tension : il s'agit en fait d'un transformateur à induction classique, mais prévu pour ne délivrer qu'un très faible courant et donc une très faible puissance au secondaire ;

### Transformateur capacitif de tension

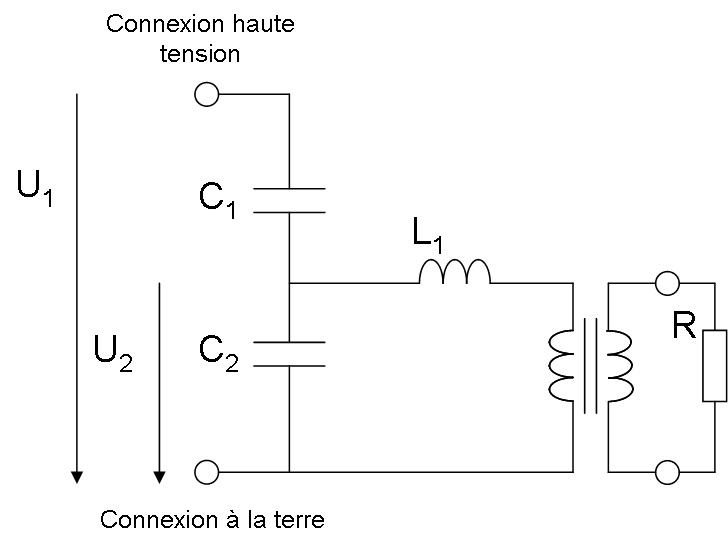
Schéma équivalent d'un transformateur capacitif de tension

Pour de hautes tensions la technologie précédente mène à des noyaux de fer de taille trop importante. Une solution est la technologie transformateur capacitif de tension, qui fonctionne sur le principe du pont capacitif diviseur de tension. 
La bobine {\displaystyle L_{1}} est choisie de sorte à vérifier la formule :
{\displaystyle f_{0}={1 \over 2\cdot \pi \cdot {\sqrt {L_{1}\cdot (C_{1}+C_{2})}}}}
Avec {\displaystyle f_{0}} la fréquence du réseau, 50 Hz en Europe. Le transformateur sert à faire paraître la résistance infinie (elle est multipliée par le rapport de conversion).  Dans ces conditions, on obtient :
{\displaystyle {\frac {U_{2}}{U_{1}}}={\frac {C_{1}}{C_{1}+C_{2}}}}
Ce rapport est indépendant de la charge, ce qui était un avantage du temps où les protections sur le réseau étaient analogiques.
Ce dispositif peut être associé à un transformateur à induction. Un montage du même type permet le couplage d'un système de télécommunication par courants porteurs pour communiquer sur les lignes à haute tension.

## Transformateur de tension ou diviseur de tension
Un autre appareil électrique que le transformateur de tension remplit un rôle très similaire, à savoir permettre la mesure de tensions très élevées, il s'agit du diviseur de tension. Un avantage du transformateur de tension est qu'il décharge la ligne si celle-ci est ouverte. Le diviseur a lui l'avantage de transmettre les composantes hautes-fréquences de la tension et d'être plus économique pour les hautes tensions.

## Évolutions technologiques

### Transformateurs de tension électro-optiques
Le développement de capteurs optiques utilisant l'effet Pockels est actuellement très actif . Le fonctionnement consiste à utiliser la propriété de biréfringence qui se développe dans certains matériaux quand ils sont soumis à un champ électrique. On envoie un faisceau de lumière dans le matériau (un alliage de bismuth et de germanium) et en mesurant son déphasage on est normalement capable d'en déduire la valeur du champ et donc de la tension.
L'un des principaux avantages est que l'électronique est alors complètement isolée des parties sous haute tension, le risque de surtension est ainsi éliminé et des économies sur l'isolation peuvent être réalisées. Les premiers prototypes ont été réalisés à la BTU Cottbus en 2002, ABB prépare leur sortie commerciale. En 2004, Harlow écrit que leurs coûts initiaux élevés limitent leur usage.

### Transformateurs de tension piézo-optiques
Les transformateurs de tension piézo-optiques utilisent un cristal aux propriétés piézoélectriques pour déterminer le champ électrique. Une fibre optique est enroulée autour d'un cristal piézoélectrique qui se déforme sous l'influence de la tension. Ces déformations influent sur l'interférence entre les modes LP01 et LP11. Le phénomène dépend de la température, une correction doit donc être faite. Les vibrations mécaniques peuvent également être une source d'erreur. Le capteur est isolé dans du SF6,.

## Classe de précision

### Transformateurs pour mesures
| Classe    | Erreur de tension, rapport (%) | Déphasage    |              |
| --------- | ------------------------------ | ------------ | ------------ |
| (Minutes) | (Centiradians)                 |              |              |
| 0,1       | 0,1                            | 5            | 0,15         |
| 0,2       | 0,2                            | 10           | 0,3          |
| 0,5       | 0,5                            | 20           | 0,6          |
| 1         | 1                              | 40           | 1,2          |
| 3         | 3                              | non spécifié | non spécifié |

La définition de l'erreur de tension étant :
{\displaystyle erreur\quad de\quad tension\quad \%={K_{n}\cdot U_{s}-U_{p} \over U_{p}}\cdot 100}
Où
{\displaystyle K_{n}} est le rapport de transformation assigné
{\displaystyle U_{p}} est la tension primaire
{\displaystyle U_{s}} est la tension secondaire.

### Transformateurs pour protection
| Classe    | Erreur de tension, rapport (%) | Déphasage |     |
| --------- | ------------------------------ | --------- | --- |
| (Minutes) | (Centiradians)                 |           |     |
| 3P        | 3,0                            | 120       | 3,5 |
| 6P        | 6,0                            | 240       | 7,0 |

## Normes applicables
- Norme CEI 61869-1 : Transformateurs de mesure : Exigences générales
- Norme CEI 61869-3 : Transformateurs de mesure : Exigences supplémentaires concernant les transformateurs inductifs de tension (remplace la norme CEI 60044-2)
- Norme CEI 61869-5 : Transformateurs de mesure : Exigences supplémentaires concernant les transformateurs capacitifs de tension (remplace la norme CEI 60044-5)
- Norme CEI 60044-7 : Transformateurs de mesure –Partie 7 : Transformateurs de tension électroniques (sera à terme remplacé par la norme CEI 61869-8)

## Combinés de mesure
Il existe également en HTB des combinés de mesure, qui réunissent en un seul appareil transformateur de courant et transformateur de tension. Ces appareils sont définis par la norme CEI 61869-4.